# 陆应平
陆应平（19年月—），安徽省枞阳县人，中华人民共和国政治人物。

## 生平
1968年9月，陆应平出生在安徽省枞阳县，池州师范专科学校历史系（今池州学院）毕业。
1990年7月，陆应平出任安庆市郊区党校教员、区委办公室秘书，1991年9月加入中国共产党。1993年11月任郊区区委办公室副主任科员、副主任。1997年5月，陆应平出任中共安庆市委办公室副主任科员，1999年2月出任办公室秘书一科科长，2001年11月出任市委政策研究室副主任，2006年4月晋升主任，2009年2月起兼任市委副秘书长。2012年4月转任市委办公室主任兼市委副秘书长。
2013年6月，陆应平下调桐城市出任市委副书记，2015年1月起兼任桐城市人民政府代市长，同年3月正式兼任桐城市人民政府市长。2018年3月，陆应平调任中共安庆市大观区委书记。
2021年5月，陆应平调任中共宿松县委书记，2022年3月卸任。
2022年1月，陆应平调回安庆市，出任安庆市人民政府党组成员、副市长，兼任中共宿松县委书记。

### 落马
2024年5月17日，陆应平涉嫌“严重违纪违法”接受安徽省纪委监委纪律审查和监察调查。